# 密克羅尼西亞大陸航空
密克羅尼西亞航空是一間位於關島以及美屬北馬里亞納群島的航空公司，其母公司為美國大陸航空（現已與聯合航空合併），主要業務為馬里亞納群島、密克羅尼西亞的島際或國際航班。

## 目的地

### 亞洲
- 臺灣：台北
- 香港：香港
- 日本：廣島、福岡、名古屋-中部、新潟、岡山、大阪-關西、札幌、仙台、東京-成田
- 菲律賓：馬尼拉

### 北美洲
- 美国：檀香山

### 大洋洲
- ：凱恩斯
- 密克羅尼西亞聯邦：楚克、科斯雷、波納佩、雅蒲島
- 斐济：楠迪
- 關島：關島－總部
- 马绍尔群岛：瓜加林、馬朱羅
- 帛琉：科羅爾

## 機隊
目前使用機種
- 波音737-700
- 波音737-800
- 波音767-400

過去使用機種
- 道格拉斯DC-10-30
- 波音727-200
- 波音747-200